# Marbas

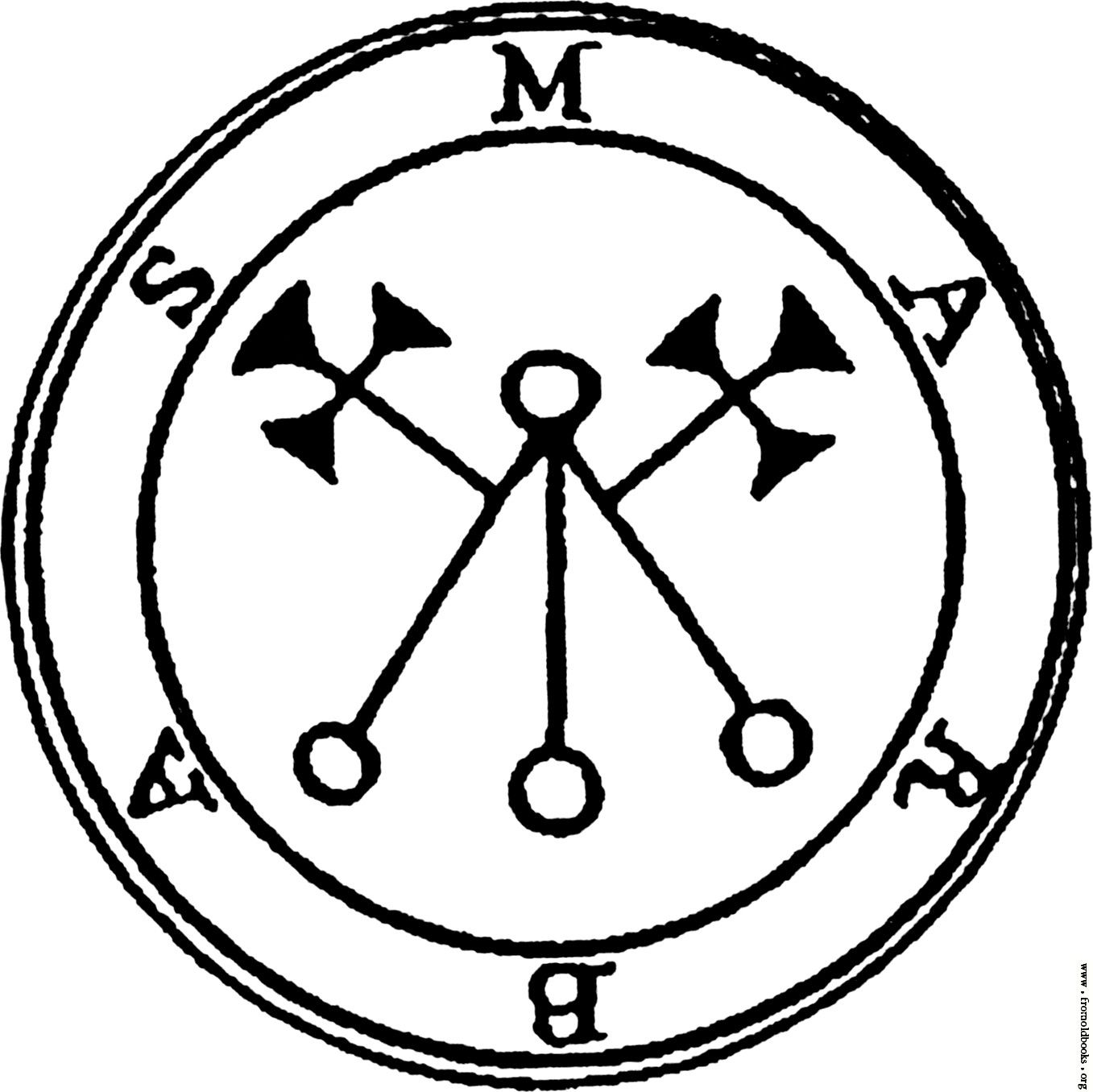
Sello de Marbas.

Marbas, también llamado Barbas, es, según la demonología, un demonio con el rango de presidente que aparece como un majestuoso y feroz león, pero que en presencia de los exorcistas aparece con forma humana. Tiene bajo su mandato a treinta y seis legiones de demonios y, según el Libro de San Cipriano, está bajo el dominio de Lucífugo Rofocale.
De acuerdo a la descripción del Ars Goetia y del Pseudomonarchia daemonum, Marbas imparte habilidades mecánicas, responde con verdad preguntas secretas, causa y cura enfermedades, y puede transformar a los hombres en varias formas. Aquel que lo invoque tiene derecho a una pregunta a la que Marbas responderá con la verdad a cambio de su alma, a excepción de brujos que roban almas; después de esto no se le puede volver a invocar en vida (a menos que se tengan más almas para ofrecerle).